# Lidyobilbou
Lidyobilbou est une petite ville du Togo située dans la préfecture de Bassar, dans la région de la Kara

## Géographie
Lidyobilbou est situé à environ 62 km de Bassar, chef lieu de la préfecture.

## Vie économique
- Réparation mécanique

## Lieux publics
- École primaire